# E006
|  | No s'ha de confondre amb E06. |

La ruta europea E006 és una carretera que forma part de la Xarxa de carreteres europees. Comença a Aini (Tadjikistan) i finalitza a Kokand (Uzbekistan). Té una longitud de 250 km. Té una orientació nord a sud.